# 山城航太郎
山城 航太郎（やましろ こうたろう、2002年9月3日 - ）は、福岡県福岡市出身のプロ野球選手（投手）。右投右打。北海道日本ハムファイターズ所属。

## 経歴

### プロ入り前
福岡市立西高宮小学校2年生のときに『西高宮リトルメッツ』で野球を始め、福岡市立高宮中学校では軟式野球部に所属し、2年冬に福岡県選抜に選ばれ、投手と内野手を兼任し、全国大会で準優勝。3年秋には第9回 BFA U-15アジア選手権の日本代表に選出され、野手としては3試合、投手としては1試合に出場した。
福岡大学附属大濠高校では1年夏の南福岡大会に外野手として出場し、沖学園高校との準決勝で敗退。1年秋からは遊撃手に定着し、2年夏の福岡大会は九州国際大付属高校との準々決勝で敗退した。新チームでは主将を務め、念願であった投手も兼任し、山下舜平大と共に二枚看板を形成。3年夏は新型コロナウイルスの影響で甲子園大会およびその出場権を懸けた地方大会が中止となり、県予選の代替となったがんばれ福岡2020福岡地区大会では福岡高校との決勝に敗れた。高校時代は打者としては通算21本塁打を記録し、投手としては最速149km/hを計測。ただ、プロ志望届は提出せず、法政大学へ進学した。
法政大学では投手に完全転向したが、ストレートは130km/h台しか出ず、ストライクも入らず、フォームも分からなくなり、後に本人も「自分を見失ってCチームに落ちた時もあって、まともに投げられる状態じゃないところまで落ちた」「野球人生のどん底」と語る不振に陥った。ただ、1年冬に加藤重雄監督の指導を受けると、徐々に復調し、2年春のフレッシュトーナメントでは明治大学との決勝で7回途中自責点0の好投。優勝に貢献し、最速は150km/hを計測した。3年時は春先に左脇腹を負傷したものの、3年秋にリーグ戦デビュー。4年秋にはリーグ戦初勝利を挙げるなど、5試合の登板で防御率1.38、13回を投げて12奪三振とアピールに成功した。大学時代の最速は154km/h。
2024年10月24日に開催されたドラフト会議にて、北海道日本ハムファイターズから6位指名を受けた。11月29日には契約金3000万円・年俸770万円（いずれも金額は推定）で仮契約を締結。12月8日に新入団会見が行われ、背番号は63と発表された。担当スカウトは高橋憲幸。

## 選手としての特徴
183cmの長身から投げ下ろすストレートが武器。最速は154km/hを計測し、変化球は縦のスライダーやフォークなどを投じる。
投手に完全転向したのは大学からで、それまでは内野手も経験していたことから、フィールディングには定評がある。

## 人物
山下舜平大とは隣の中学校で、月に1度は練習試合を行うほどの交流があり、2年冬の福岡県選抜ではチームメイトになった。山下がずっと福岡大学附属大濠高校へ進学したいと話していたこともあって、山城も同校へ進学して再びチームメイトとなり、キャッチボールのペアで切磋琢磨する仲であった。

## 詳細情報

### 背番号
- 63（2025年[18] - ）